# Grecia en los Juegos Olímpicos de Pekín 2022
Grecia estuvo representada en los Juegos Olímpicos de Pekín 2022 por un total de cinco deportistas que competirán en dos deportes. Responsable del equipo olímpico es el Comité Olímpico Helénico, así como las federaciones deportivas nacionales de cada deporte con participación.
Los portadores de la bandera en la ceremonia de apertura fueron los esquiadores de fondo Apóstolos Anyelís y María Danu. El equipo olímpico griego no obtuvo ninguna medalla en estos Juegos.